# انیگو لیسرانزو
انیگو لیسرانزو (انگلیسی: Iñigo Liceranzu؛ زادهٔ ۱۳ مارس ۱۹۵۹) بازیکن فوتبال اهل اسپانیا است.
از باشگاه‌هایی که در آن بازی کرده‌است می‌توان به باشگاه فوتبال اتلتیک بیلبائو، باشگاه فوتبال الچه، و باشگاه فوتبال اتلتیک بیلبائو بی اشاره کرد.
وی همچنین در تیم‌های ملی فوتبال زیر ۱۸ سال اسپانیا و اسپانیا بازی کرده‌است.